# Arseni Alexandrowitsch Tarkowski

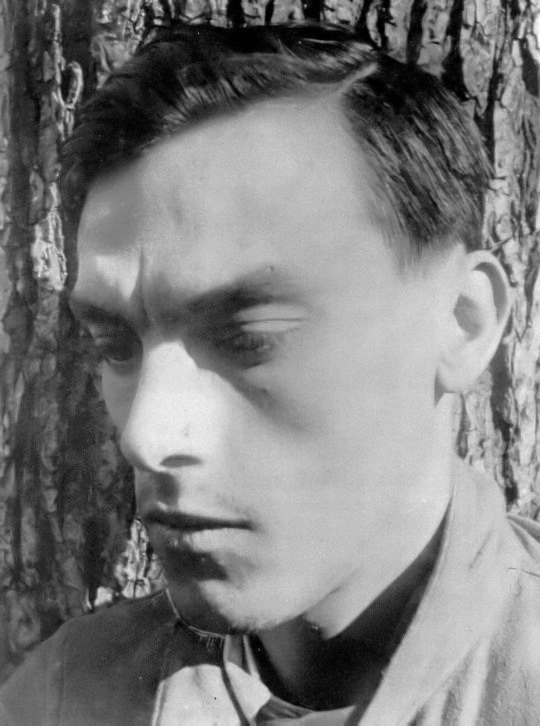
Arseni Tarkowski Mitte der 1930er Jahre

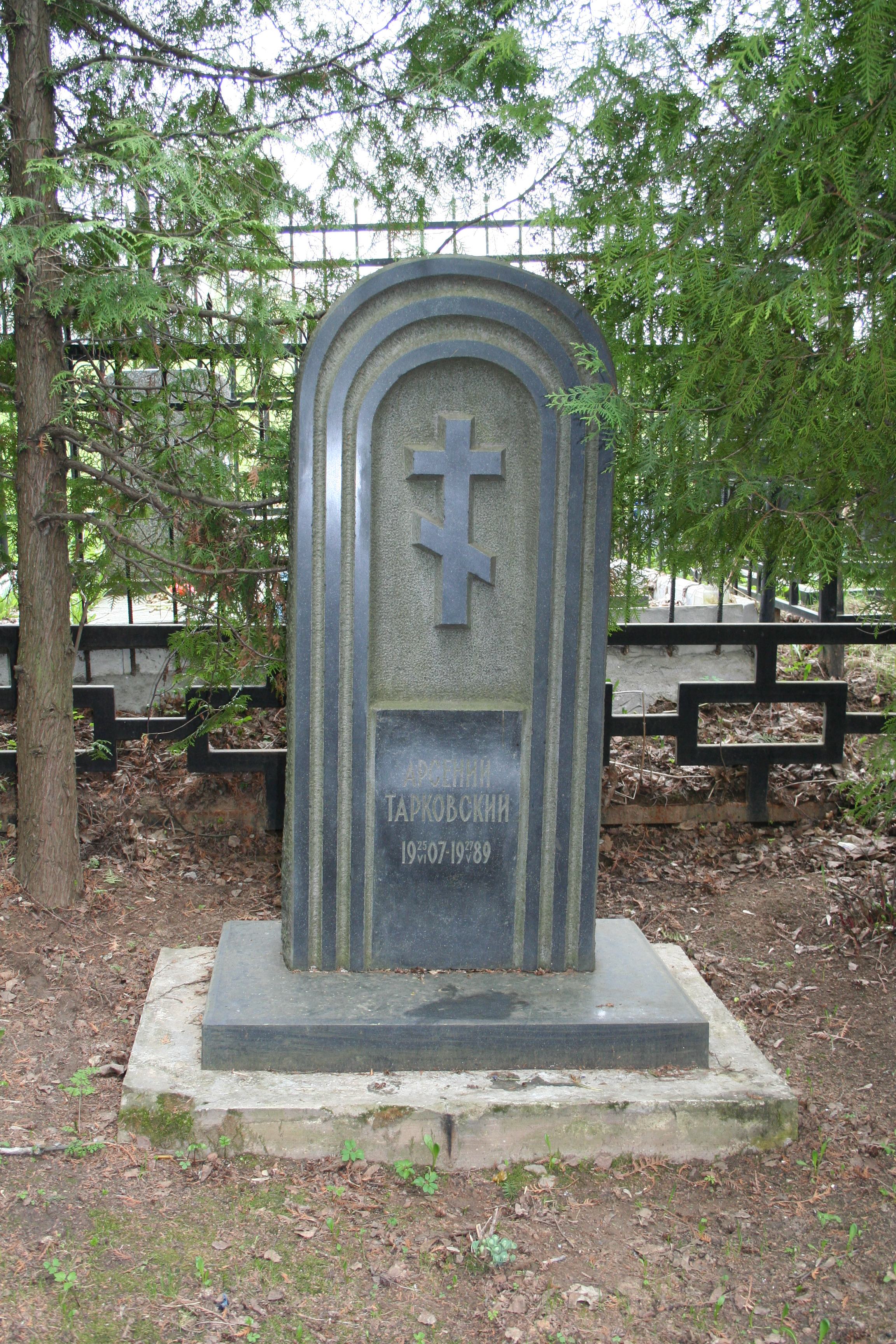
Tarkowskis Grab auf dem Peredelkino Friedhof

Arseni Alexandrowitsch Tarkowski (russisch Арсений Александрович Тарковский, ukrainisch Арсеній Олександрович Тарковський; * 12. Junijul. / 25. Juni 1907greg. in Jelisawetgrad, Russisches Kaiserreich (heute Kropywnyzkyj, Ukraine); † 27. Mai 1989 in Moskau) war ein sowjetischer Lyriker und Übersetzer ukrainischer Herkunft. Er war der Vater des Filmregisseurs Andrei Tarkowski.

## Leben und Werk
Arseni Tarkowski wurde am 25. Juni 1907 in Jelisawetgrad, Gebiet Cherson, geboren. Sein Vater, Oleksandr Karlowytsch Tarkowkyj, war Gutsbesitzer, Adliger einer alten ukrainisch-polnischen Familie, Dichter und Übersetzer. Oleksandr Karlowytschs ältere Schwester, Nadija Tarkowska, war die erste Frau von Iwan Karpenko-Kary.
Von 1925 bis 1929 studierte er an der Staatlichen Hochschule für Literatur in Moskau. Er leitete von 1924 bis 1926 die Redaktion des Literarischen Feuilletons der Zeitung „Gudok“. Zu seinen dortigen Kollegen zählte der Schriftsteller Michail Bulgakow. 1926 veröffentlichte er erste eigene Gedichte in einer Lyrik-Anthologie. 1928 heiratete er Maria Iwanowna Wischnjakowa. 1931 arbeitete er beim Staatlichen Rundfunk. Als dort sein Gedicht „Glas“ als Radiostück gesendet wurde, beschuldigte man ihn von höherer Stelle des „Mystizismus“. Daraufhin zog sich Tarkowski auf ein Dorf etwa 300 Kilometer von Moskau entfernt zurück und sah während der nächsten 30 Jahre von einer weiteren Veröffentlichung eigener Gedichte ab. Er arbeitete freischaffend als Übersetzer arabischer, armenischer, turkmenischer, georgischer und hebräischer Lyrik. Am 4. April 1932 wurde sein Sohn Andrej geboren. Am 3. Oktober 1934 Geburt der Tochter Marina. Im selben Jahr erschien sein erster Band mit Nachdichtungen. 1936 lernte er Antonina Alexandrowna Bochonowa kennen und verließ ihretwegen seine Familie. 1940 wurde er Mitglied des Schriftstellerverbands der UdSSR. Es begann eine enge Freundschaft mit der Lyrikerin Marina Zwetajewa, die 1941 mit dem Freitod der Dichterin endete. Tarkowski ließ sich in diesem Jahr von seiner Frau scheiden und heiratete A. A. Bochonowa. Sofort nach dem Überfall Deutschlands auf die Sowjetunion im Deutsch-Sowjetischen Krieg im Juni 1941 meldete er sich als Freiwilliger zur Front. Er wurde als Kriegskorrespondent der Armee-Zeitung Bojewaja Trewoga (Kampfalarm) eingesetzt. Er wurde 1943 im Krieg schwer verwundet und verlor in der Folge ein Bein durch Amputation. 1944 lernte er die Übersetzerin Tatjana Alexejewna Oserskaja kennen, die er 1951 heiratete, nachdem er sich 1950 von seiner zweiten Frau hatte scheiden lassen. Seit 1946 Freundschaft mit der Lyrikerin Anna Achmatowa. Endlich, im Jahre 1962, konnte er im Zuge der Entstalinisierung unter Nikita Chruschtschow seinen ersten Band mit eigenen Gedichten veröffentlichen (Vor dem Schnee); er enthält Werke aus der Zeit von 1929 bis 1962. 1966 erschien sein zweiter Gedichtband (Der Erde – Irdisches). Weitere Gedichtbände folgten, so Der Bote (1969), Gedichte (1974), Zauberberge (1979), Wintertag (1980), Ausgewähltes (1982), Verse verschiedener Jahre (1983) und Von Jugend zum Alter (1987).
Durch die Filme Der Spiegel, Stalker und Nostalghia seines Sohnes Andrej wurde seine Lyrik, die Arseni hier auch teilweise selbst vorträgt, auch außerhalb der Sowjetunion bekannt.
Er übersetzte Texte solcher Autoren wie Abu'l-Ala-Al-Ma'arri, Nizami, Magtymguly, Kemine, Sayat Nova, Wascha-Pschawela, Adam Mickiewicz, Mollanepes und Grigol Orbeliani.

## Wesen und Bedeutung seiner Lyrik
Die Grundstimmung fast aller Gedichte Arseni Tarkowskis ist diese ganz besondere russische Melancholie: eine Schwermut von geradezu mystischer Intensität, getragen von einer starken, aber unbestimmten Sehnsucht. Man spürt sie auch in den Filmen seines Sohnes Andrei, vor allem in Nostalghia, der von der Schwermut eines russischen Dichters im italienischen Exil erzählt. Doch während die Melancholie in diesem Film eine „Krankheit zum Tode ist“, erscheint sie in den Gedichten Arsenis wie eine Krankheit zum Leben hin. Diese lyrische Melancholie ist einerseits dunkel und erdschwer, andererseits licht und weit wie der Himmel über der endlosen russischen Landschaft. In seinen Gedichten ist immer Herbst, auch wenn sie vom Frühling oder Sommer handeln. Das prägende Element ist das Wasser in all seinen Erscheinungsformen, vor allem in Gestalt von Bächen und Seen, „das Wasser kalt und klar“, oder als Regen an „trüben, vertrauerten“ Tagen, der auf die Dächer trommelt und über das Gesicht (der Geliebten) rinnt, „als würden Tränen abgegolten“. Dazu die Erde, oder besser: die Erdscholle, in die der Dichter sich tief eingewurzelt fühlt, die russischen Birkenwälder, auch sie bevorzugt im Regen, wenn die „Tropfen verrinnen am kalten Geäst“. Die Natur ist Spiegel der Seele des Dichters, die gequält wird von der einen großen Frage, die uns alle umtreibt: Was ist der Sinn des ganzen Lebenstheaters angesichts unserer Sterblichkeit? In der Antwort auf diese Grundfrage der menschlichen Existenz durchbricht Arseni Tarkowski die Melancholie und gelangt zu einer geradezu östlich anmutenden Weisheit, die sich in Paradoxa formuliert, etwa diesem: Wir müssen sterben, aber gerade darin erweist sich unsere Unsterblichkeit. „Bin unsterblich, solange ich lebe“, beginnt sein Gedicht „Klingelzeichen“. Das hat der antike griechische Philosoph Epikur ganz ähnlich gesehen, wenn er über den Tod schreibt: „Bin ich, ist er nicht. Ist er, bin ich nicht.“ Unsere Unsterblichkeit finden wir allein in unserem endlichen Leben. Mitten in der Endlichkeit das Unendliche berühren, ewig sein in einem Augenblick, das heißt unsterblich sein. In einem seiner schönsten Gedichte („Leben, Leben“) heißt es:
                                   "Unsterblich alle. Und unsterblich alles. Fürchte

                                   Den Tod mit siebzehn Jahren nicht,

                                   Mit siebzig nicht. Es gibt nur Sein und Licht,

                                   Nicht Finsternis noch Tod auf dieser Erde.

                                   Wir stehn am Meeresrand schon lange Zeit,

                                   Ich bin bei denen, die die Netze nehmen,

                                   Wenn wie ein Schwarm zieht die Unsterblichkeit."

## Werke Arseni Tarkowskis auf Deutsch
- Gedichte, in Sowjetliteratur Nr. 7/1987, Seite 104–108, Monatsschrift des Schriftstellerverbandes der UdSSR, Moskau 1987.
- Poesiealbum 256: Arseni Tarkowski, Verlag Neues Leben, Berlin 1989, ISBN 3-355-00901-6
- Auf der anderen Seite des Spiegels (russisch/deutsch), Verlag Volk und Welt, Berlin 1990.
- Reglose Hirsche. Ausgewählte Gedichte (russisch/deutsch), Übersetzt und herausgegeben von Martina Jakobson, Edition Rugerup, Berlin 2013.

## Über Arseni Tarkowski
- Marina Tarkowskaja (Arseni Tarkowskis Tochter): Splitter des Spiegels, Aus dem Russischen von Martina Mrochen (Jakobson), Edition Ebersbach, Berlin 2003
- Oleg Jurjew: Der Jüngste unter den Vögeln. In: Der Tagesspiegel. 24. Juni 2007.
- Ilma Rakusa: Elegische Lebensinventur. In: NZZ. 14. Juni 2014.